# Franco Sar
Franco Sar (Arborea, 1933. december 21. – Monza, 2018. október 1.) olasz tízpróbázó, olimpikon.

## Pályafutása
Az 1960-as római olimpián 7195 pontot, az 1964-es tokiói olimpián 7054 pontot ért el. Rómában a hatodik helyen, Tokióban a 11. helyen végzett. A 7215 pontos egyéni csúcsát 1965-ben érte el.